# Juan Antonio Luna
Juan Antonio Luna Castro (ur. 17 maja 1959 w mieście Meksyk) – meksykański piłkarz występujący na pozycji pomocnika, obecnie trener.

## Kariera klubowa
Luna pochodzi ze stołecznego miasta Meksyk i jest wychowankiem tamtejszego zespołu Club América. Do seniorskiej drużyny został włączony jako dwudziestolatek przez szkoleniowca José Antonio Rocę i w meksykańskiej Primera División zadebiutował 14 października 1979 w zremisowanym 1:1 derbowym spotkaniu z Guadalajarą. Od razu został podstawowym piłkarzem ekipy i premierowego gola w najwyższej klasie rozgrywkowej strzelił 16 grudnia tego samego roku w wygranej 4:1 konfrontacji z Pueblą. W sezonie 1983/1984 zdobył z Américą pierwszy tytuł mistrza Meksyku, będąc kluczowym zawodnikiem drużyny prowadzonej przez chilijskiego trenera Carlosa Reinoso. Osiągnięcie to powtórzył rok później, podczas rozgrywek 1984/1985, a także w krótkim, półrocznym sezonie Prode '85. W 1987 roku triumfował ze swoją drużyną w najbardziej prestiżowych rozgrywkach kontynentu, Pucharze Mistrzów CONCACAF, za to podczas sezonu 1987/1988 wywalczył z Américą czwarte i ostatnie mistrzostwo Meksyku. Ogółem barwy tego klubu reprezentował przez dziewięć lat, zdobywając w tym czasie 24 gole w 273 ligowych spotkaniach.
Latem 1988 Luna odszedł do innego stołecznego zespołu, Club Necaxa, gdzie również wywalczył sobie miejsce w wyjściowej jedenastce, lecz z biegiem czasu tracił pewną pozycję w pierwszej drużynie i coraz częściej musiał pełnić rolę rezerwowego gracza. Nie potrafił również nawiązać do sukcesów odnoszonych w Américe. Po czterech latach spędzonych w barwach Necaxy podpisał umowę z ekipą Puebla FC, w której zakończył profesjonalną karierę piłkarską w wieku 33 lat.

## Kariera reprezentacyjna
W 1979 roku Luna został powołany przez szkoleniowca José Moncebáeza do reprezentacji Meksyku U-20 na Młodzieżowe Mistrzostwa Świata w Japonii. Tam był podstawowym pomocnikiem swojej kadry i rozegrał wszystkie trzy spotkania od pierwszej do ostatniej minuty, nie wpisując się na listę strzelców. Meksykanie zanotowali dwa remisy i porażkę, zajmując dopiero trzecie miejsce w grupie i nie zdołali awansować do dalszej fazy turnieju.
W seniorskiej reprezentacji Meksyku Luna zadebiutował za kadencji selekcjonera Raúla Cárdenasa, 28 lutego 1980 w przegranym 0:1 meczu towarzyskim z Koreą Południową. Pierwszą bramkę w kadrze narodowej strzelił natomiast 18 października tego samego roku w zremisowanym 1:1 sparingu z Kanadą. Ogółem swój bilans reprezentacyjny zamknął na osiemnastu rozegranych spotkaniach międzypaństwowych, wszystkich towarzyskich, w których zdobył dwie bramki.

## Kariera trenerska
Po zakończeniu kariery piłkarskiej Luna rozpoczął pracę jako trener, początkowo obejmując drugoligowy klub San Luis FC z siedzibą w mieście San Luis Potosí. W jesiennym sezonie Invierno 2001 dotarł z nim do dwumeczu finałowego Primera División A, natomiast pół roku później, podczas wiosennej fazy Verano 2002, triumfował już w rozgrywkach drugiej ligi meksykańskiej, co zaowocowało awansem zespołu do najwyższej klasy rozgrywkowej na koniec sezonu 2001/2002. Tam prowadził jeszcze San Luis bez większych sukcesów przez rok, odchodząc ze stanowiska w maju 2003 po serii pięciu spotkań bez zwycięstwa. Kilka miesięcy później został zatrudniony przez swoją macierzystą drużynę, Club América, gdzie początkowo prowadził drugoligowe rezerwy, Tigrillos Coapa, a później został asystentem trenera pierwszego zespołu, Mario Carrillo. Następnie powrócił do pracy z drugoligowymi rezerwami Amériki; Águilas de la Rivera Maya oraz Socio Águila, w którym najpierw asystował szkoleniowcowi Vinicio Bravo, by w późniejszym czasie zostać pierwszym trenerem.
W kwietniu 2008 Luna został tymczasowym trenerem Amériki, zastępując notującego słabe wyniki Rubéna Omara Romano. Pod jego wodzą ekipa poprawiła swoją dotychczasową grę, przerywając serię dwunastu ligowych spotkań z rzędu bez zwycięstwa, a w prestiżowych rozgrywkach Copa Libertadores zdołała dotrzeć aż do półfinału, gdzie przegrała w dwumeczu z ekwadorskim LDU Quito tylko z powodu gorszej różnicy bramek wyjazdowych. Mimo to Luna musiał ustąpić ze stanowiska na rzecz argentyńskiego szkoleniowca Ramóna Díaza. W późniejszym czasie został członkiem sztabu szkoleniowego Luisa Scatolaro, trenera San Luis FC, a po jego odejściu ponownie objął tę drużynę. Odszedł z niej po upływie jedenastu kolejek, w październiku 2009, jednak jeszcze w tym samym miesiącu podpisał umowę z drugoligowym Club Tijuana, który prowadził przez niecały rok, nie odnosząc jednak żadnego osiągnięcia. W połowie 2011 roku został asystentem byłego kolegi klubowego, Cristóbala Ortegi, w drugoligowym zespole CF La Piedad. Tworzony przez nich duet trenerski z powodzeniem pracował w tym klubie przez następne dwa lata, w jesiennym sezonie Apertura 2011 dochodząc do finału drugiej ligi, zaś rok później, w sezonie Apertura 2012 wygrywając rozgrywki Ascenso MX. Dzięki temu na koniec sezonu 2012/2013 La Piedad awansowało na najwyższy szczebel ligowy.
Zaraz po awansie La Piedad licencja klubu została odsprzedana i przeniesiona do miasta Veracruz, gdzie stała się zespołem Tiburones Rojos de Veracruz, który w miejsce La Piedad przystąpił do rozgrywek pierwszej ligi meksykańskiej. Nowym szkoleniowcem ekipy został właśnie Luna i prowadził ją z przeciętnym skutkiem przez kolejne kilka miesięcy; został zwolniony w lutym 2014, po tym, jak w ostatnich dziewięciu ligowych spotkaniach odniósł tylko jedno zwycięstwo.